# Viitivka
Viitivka (în ucraineană Війтівка) este o comună în raionul Berșad, regiunea Vinnița, Ucraina, formată numai din satul de reședință.

## Demografie
Componența lingvistică a satului Viitivka
     Ucraineană (99,3%)
     Alte limbi (0,63%)
Conform recensământului din 2001, majoritatea populației satului Viitivka era vorbitoare de ucraineană (99,3%), existând în minoritate și vorbitori de alte limbi.